# Yelatáj chos woley
El yelatáj chos woley, yelataj chas woley o simplemente jelataj choz, denominado en español como arcos musicales es un instrumento de cuerda frotada característico de la cultura wichi, en el Gran Chaco sudamericano. 

## Características
El Yelatáj chos woley es un instrumento de dos cuerdas, cada una de ellas tensada por un arco. El ejecutante sostiene el extremo de uno de los arcos entre sus dientes y utiliza el otro arco para que ambas cuerdas se froten de manera perpendicular. La cavidad bucal actúa como caja de resonancia. Originalmente la cuerda estaba confeccionada con crin de pecarí, fibras vegetales o cabello, y luego de la llegada de los españoles a América, preferiblemente con cola de caballo.

## Uso
El yelatáj chos woley es de uso ceremonial y chamánico. Se le atribuye poder para invocar a Nilataj, Dios de la etnia wichi, durante una rogativa en la que se le pide lo necesario para vivir: agua, sol, viento, buena pesca y buena caza.